# Чемпионат мира по спортивной гимнастике 1974
18-й Чемпионат мира по спортивной гимнастике прошёл в 1974 году в Варне (Болгария).

## Общий медальный зачёт
| Место | Страна       | Золото | Серебро | Бронза | Всего |
| ----- | ------------ | ------ | ------- | ------ | ----- |
| 1     | СССР         | 6      | 10      | 5      | 21    |
| 2     | Япония       | 5      | 1       | 4      | 10    |
| 3     | ГДР          | 1      | 2       | 2      | 5     |
| 4     | Венгрия      | 1      | 0       | 1      | 2     |
| 5     | СР Румыния   | 1      | 0       | 0      | 1     |
| 5     | ФРГ          | 1      | 0       | 0      | 1     |
| 7     | ПНР          | 0      | 0       | 2      | 2     |
| 8     | НРБ          | 0      | 0       | 1      | 1     |
| 8     | Чехословакия | 0      | 0       | 1      | 1     |

## Медалисты

### Мужчины
| Дисциплина                | Золото                                                                                                 | Серебро | Бронза                                                                                        |
| ------------------------- | --- | --- | --------------------------------------------------------------------------------------------- |
| Командное многоборье      | Япония · Сигэру Касамацу · Фумио Хомма · Хироси Кадзияма · Эйдзо Кэммоцу · Савао Като · Мицуо Цукахара | СССР · Николай Андрианов · Эдвард Микаэлян · Владимир Марченко · Виктор Клименко · Паата Шамугия · Владимир Сафронов | ГДР · Вольфганг Клотц · Райнер Ханшке · Лутц Мак · Олаф Гроссе · Бернд Йегер · Вольфганг Тюне |
| Индивидуальное многоборье | Сигэру Касамацу Япония                                                                                 | Николай Андрианов СССР                                                                                               | Эйдзо Кэммоцу Япония                                                                          |
| Вольные упражнения        | Сигэру Касамацу Япония                                                                                 | Хироси Кадзияма Япония                                                                                               | Андрей Керанов Болгария                                                                       |
| Конь                      | Золтан Мадьяр Венгрия                                                                                  | Николай Андрианов СССР                                                                                               | Эйдзо Кэммоцу Япония                                                                          |
| Кольца                    | Дэнуц Греку Румыния Николай Андрианов СССР                                                             | не присуждалась | Анджей Шайна Польша                                                                           |
| Опорный прыжок            | Сигэру Касамацу Япония                                                                                 | Николай Андрианов СССР                                                                                               | Хироси Кадзияма Япония                                                                        |
| Параллельные брусья       | Эйдзо Кэммоцу Япония                                                                                   | Николай Андрианов СССР                                                                                               | Владимир Марченко СССР                                                                        |
| Перекладина               | Эберхард Гингер ФРГ                                                                                    | Вольфганг Тюне ГДР                                                                                                   | Эйдзо Кэммоцу Япония Анджей Шайна Польша                                                      |

### Женщины
| Дисциплина                | Золото                                                                                                  | Серебро                                                                                                | Бронза                                                                                                |
| ------------------------- | --- | --- | --- |
| Командное многоборье      | СССР · Ольга Корбут · Эльвира Саади · Русудан Сихарулидзе · Нина Дронова · Людмила Турищева · Нелли Ким | ГДР · Ангелика Хелльман · Аннелоре Цинке · Бербель Рёрих · Рихарда Шмайсер · Хайке Гериш · Ирене Абель | Венгрия · Кристина Медвецки · Моника Часар · Жужа Надь · Марта Эгервари · Жужа Матулай · Агнеш Банфай |
| Индивидуальное многоборье | Людмила Турищева СССР                                                                                   | Ольга Корбут СССР                                                                                      | Ангелика Хелльман ГДР                                                                                 |
| Опорный прыжок            | Ольга Корбут СССР                                                                                       | Людмила Турищева СССР                                                                                  | Божена Пердыкулова Чехословакия                                                                       |
| Разновысокие брусья       | Аннелоре Цинке ГДР                                                                                      | Ольга Корбут СССР                                                                                      | Людмила Турищева СССР                                                                                 |
| Бревно                    | Людмила Турищева СССР                                                                                   | Ольга Корбут СССР                                                                                      | Нелли Ким СССР                                                                                        |
| Вольные упражнения        | Людмила Турищева СССР                                                                                   | Ольга Корбут СССР                                                                                      | Эльвира Саади СССР Русудан Сихарулидзе СССР                                                           |